# Dödshjälp
Eutanasi (ytterst av grekiska ευθανασία euthanasía, av ευ eu, ’gott, väl’, och θανατος thanatos, ’död’) eller dödshjälp är att på medicinsk väg orsaka eller bidra till en patients död på patientens eller nära anhörigs begäran. Eutanasi när det gäller människor anses vara en kontroversiell fråga världen över.
En av de första att argumentera för dödshjälp i Europa var Karl Binding i verket Die Freigabe der Vernichtung Lebensunwertem Lebens (1920).
Vid diskussioner om dödshjälp brukar man skilja mellan dels aktiv och passiv dödshjälp, dels mellan frivillig, icke frivillig och ofrivillig dödshjälp.

## Passiv dödshjälp
Passiv dödshjälp innebär att livet förkortas genom att man undviker medicinska och tekniska hjälpmedel för att hålla en döende person vid liv. Passiv dödshjälp är ofta lagligt i västvärlden, och praktiseras bland annat i Sverige på människor som ligger i till exempel koma eller som avstår från fortsatt behandling av en dödlig sjukdom.
Begreppet "passiv dödshjälp" anses av många svenska läkare som missvisande. Istället kallar man det som beskrivs ovan för att avstå från livsuppehållande behandling samtidigt som man ger lindrande (palliativ) vård, eller  "palliativ sedering" som det benämns i Svenska läkaresällskapets delegation för medicinsk etik år 2010 publicerade Etiska riktlinjer för palliativ sedering i livets slutskede.
"Passiv dödshjälp" är att skilja från "indirekt dödshjälp". Indirekt dödshjälp innebär att livet förkortas som ett resultat av till exempel smärtstillande medel till en patient som är döende; döden är då inte avsiktlig men ändå förutsedd.

## Aktiv dödshjälp, läkarassisterat
Aktiv dödshjälp innebär att man med aktiv handling avsiktligt påskyndar döden i relation till grundtillståndet (skadan eller sjukdomen), vanligen genom att administrera höga doser morfin, barbiturater eller en så kallad cocktailpåse, en blandning av droger. Aktiv dödshjälp är ett omdiskuterat ämne i hela världen och är förbjudet i stora delar av världen, bland annat i Sverige. Som aktiv dödshjälp räknas fall när en läkare ger en patient en dödlig dos. Ofta inbegrips också läkarassisterat självmord i begreppet, medan somliga räknar detta som en annan form av dödshjälp.
World Medical Association (WMA) bestämde 1987 i Madrid att man ansåg aktiv dödshjälp vara oetiskt. 1992 förnyades ställningstagandet, där läkarassisterat självmord inkluderades och man menar att läkarkåren måste fördöma sådant. I maj 2001 antogs dessa ställningstaganden som resolution av WMA. År 2002 gjordes aktiv dödshjälp lagligt i Nederländerna och året därpå även i Belgien. I Luxemburg antog parlamentet 2008 med knapp majoritet en lag som tillåter dödshjälp. Landets storhertig Henri vägrade emellertid att godkänna lagen.
Då gjordes ett tillägg till landets grundlag, som innebar att ärkehertigen inte längre kan vägra att godkänna de lagar som parlamentet röstat igenom. Lagen om dödshjälp trädde i kraft 16 mars 2009.
Tidskriften Fokus skrev den 1 februari 2008 att "Bara en av tio svenskar anser att aktiv dödshjälp bör vara helt förbjudet om det rör sig om en obotligt sjuk person med svåra smärtor. Handlar det om en person med ett grovt funktionshinder anser 44 procent att det bör vara förbjudet. För en äldre människa som inte är svårt sjuk, men inte vill leva längre, är siffran 52 procent". I en SIFO-undersökning utförd åt Aftonbladet den 18 mars 2010 ställdes 1000 svenskar frågan "hur ser du på aktiv dödshjälp?". 66 % svarade "det ska vara tillåtet, men bara om personen är obotligt sjuk och inte har någon utsikt till förbättring och finner sitt lidande outhärdligt", 21 % svarade "det ska vara tillåtet, man har rätt att bestämma över sitt liv oavsett", 7 % svarade "det ska aldrig vara tillåtet" och 6 % svarade "vet ej".

## Modeller för dödshjälp
Det finns ett tiotal länder och delstater som har någon form av laglig dödshjälp. I huvudsak finns två modeller för dödshjälp: Oregonmodellen samt Beneluxmodellen.

### Oregonmodellen
Oregonmodellen förekommer i ett antal amerikanska delstater och innebär att assisterat döende är lagligt och kan ges till dem som har mindre än sex månader kvar att leva. Dock är det inget villkor att personen i fråga ska lida för att få dödshjälp. Eutanasi är däremot olagligt enligt Oregonmodellen.

### Beneluxmodellen
Beneluxmodellen tillämpas i Nederländerna, Belgien och Luxemburg och både assisterat döende samt eutanasi är lagligt. Kravet för att få dödshjälp enligt denna modell är att personen är utsatt för stort lidande, fysiskt eller psykiskt, men det finns inget krav på att personen ska vara i livets slutskede.

## Graden av frivillighet
Ett ofta förekommande argument i debatter om dödshjälp utgår från den fria viljan: frivillig dödshjälp innebär att patienten uttryckligen har begärt att få hjälp att dö. Döden kan ske med passiv eller aktiv dödshjälp. En form av frivillig, aktiv dödshjälp kallas också "läkarassisterat självmord", vilket ibland skiljs från fall där läkaren ger patienten dödshjälp på patientens uttryckliga vilja.

### Frivillig, aktiv dödshjälp
Läkarassisterat självmord innebär att en läkare på uttrycklig begäran hjälper en patient att ta sitt eget liv genom att till exempel skriva ut ett preparat i lämplig dos, men patienten måste själv aktivt utföra den dödande handlingen, exempelvis inta preparatet.
Läkarassisterat självmord är olagligt i de flesta länder. Undantag är Schweiz, Nederländerna, Belgien och delstaterna Oregon och Washington i USA. I Schweiz utför bland annat organisationen Dignitas läkarassisterade självmord och även utländska medborgare kan av dem få hjälp med att ta sitt liv, vilket lett till en debatt om dödshjälpsturism.
I Sverige är läkarassisterat självmord inte kriminaliserat, så länge den avgörande handlingen som leder till dödsfallet utförs av patienten själv. Läkaren riskerar alltså inget straff, men kan riskera att bli av med sin läkarlegitimation. Däremot är det mord, alternativt dråp, om en läkare hjälper en patient att ta livet av sig, genom att ge patienten medicin på ett sådant sätt att han eller hon inte kan motsätta sig behandlingen. 
Att på patientens begäran avbryta en behandling i visshet att detta skulle leda till döden är varken kriminaliserat eller olagligt enligt andra lagar som styr sjukvården i Sverige, utan tillstyrks av etiska riktlinjer.
I Schweiz är läkarassisterat självmord tillåtet, men inte att läkaren ger patienten en dödlig dos; det senare är däremot tillåtet i Nederländerna. Ibland kallas det senare för "läkarassisterad död". För andra är det endast sådana fall som kallas "aktiv dödshjälp".
Frågan om den frivilliga, aktiva dödshjälpen sätts ibland i ljuset av vilka omständigheter som råder. Villkoren som dödshjälpsförespråkare ställer fokuserar ofta på att patienten måste vara gravt sjuk, sannolikt inte kommer att tillfriskna, lider av en outhärdlig smärta som bara döden kan befria vederbörande från, har uttryckt en vilja att dö och att vederbörande är oförmögen att själv begå handlingen utan hjälp.

### Icke-frivillig dödshjälp
Med icke-frivillig dödshjälp avses fall när en patient är oförmögen att uttrycka en vilja att dö. Detta inbegriper bland annat dödshjälp för spädbarn och för personer i koma. Icke-frivillig dödshjälp kan vara passiv eller aktiv. Aktiv sådan kallas ibland barmhärtighetsmord i massmedia, men ingår inte i sjukvårdens språk,  och är olagligt i de flesta länder. I en studie 2001–2002 framkom att andelen dödshjälpsfall per år utan patientens samtycke, var 0,6 %  procent av samtliga dödsfall i Nederländerna, 0,4 % i Schweiz, 0,7 % i Danmark, 0,2 % Sverige, 0,1 % i Italien och 1,5 % i Belgien.

### Ofrivillig dödshjälp
Med ofrivillig dödshjälp avses patienter som skulle kunna uttrycka en vilja att dö men beslutet ändå tas av någon annan, utan patientens samtycke. Sådan dödshjälp betraktas tämligen allmänt som mord, även av förespråkare för dödshjälp.

### Nazisternas eutanasiprogram
Det är omtvistat huruvida nazisternas eutanasiprogram Aktion T4 ska definieras som dödshjälp eller inte. British Humanist Association (medlem av International Humanist and Ethical Union) definierar eutanasiprogrammet som "ofrivillig, aktiv dödshjälp", liksom SVT, med flera. Andra, bland annat United States Holocaust Memorial Museum, menar att "dödshjälp" (eutanasi) avser handlingen att smärtfritt förkorta livet på kroniskt och gravt sjuka personer som i annat fall skulle lida. Därför, menar de senare, kan inte Aktion T4 betecknas som "dödshjälp". Syftet med de nazistiska eutanasiprogrammen var att ta vad de definierade som "liv ovärdiga att leva" (Lebensunwertes Leben), inte att förkorta ett obotligt och dödligt lidande.

## Argument om dödshjälp
I diskussionen för eller emot dödshjälp finns det enligt Statens medicinsk-etiska råd (SMER) argument som ska betraktas som antingen faktaargument eller värdeargument. Faktaargument lyfter de sakförhållanden som anses relevanta för ställningstagandet kring dödshjälp, medan värdeargumenten snarare ser till vilka etiska principer som bör värderas högst i frågan om dödshjälp. Många argument ligger i gränslandet mellan fakta- och värdeargument och har inslag av båda sorter. 

### För dödshjälp
Det främsta värdeargumentet för legalisering av aktiv dödshjälp har varit individens rätt att själv välja samt "rätten till ett värdigt liv". Dylika tankegångar framförs av Förbundet Humanisterna. Ibland framförs också att det inte, moraliskt sett, är någon skillnad mellan passiv och aktiv dödshjälp så länge som döden är frivillig.
På grund av patientlagen finns det idag möjlighet för patienter som genomgår livsuppehållande behandling att välja att avsluta behandlingen för att därmed förkorta livstiden. Denna möjlighet finns dock inte för patienter som inte genomgår en livsuppehållande behandling, vilket ses av förespråkare för införandet av dödshjälp som problematiskt ur ett rättviseperspektiv och är därmed ett värdeargument. Värdighetsargumentet är ytterligare ett värdeargument för dödshjälp, vilket grundar sig i att patienter som är svårt sjuka ska ha rätt till en värdig död och att få avsluta livet efter deras önskan. Ett avslutande argument, som ligger i gränslandet mellan värde- och faktaargument, baseras på det faktum att det i Sverige idag till viss del redan förekommer vissa former av dödshjälp och att det vore fördelaktigt att skapa tydliga regleringar kring detta.
Två snarlika faktaargument som förespråkare för dödshjälp framför utgår från att patienter inte ska behöva lida. När medicinska metoder inte kan lindra patientens smärta kan dödshjälp ses som en sista barmhärtig utväg för patienten. Ytterligare ett faktaargument för dödshjälp handlar istället om att ge dödligt sjuka patienter en trygghet i att de själva får bestämma över sin avslutande livssituation. Att ge patienten möjligheten till dödshjälp om smärtan blir för stor ger patienten en känsla av kontroll. Ett sista argument som lyfts av förespråkare är att införandet av dödshjälp kan minska antalet självmord. Statens medicinsk-etiska råd hänvisar till data framtagna av Fang m.fl., vilka visar att äldre som fått cancerbesked är överrepresenterade inom självmordsstatistiken. Förespråkare menar då att självmordsantalen kan minska om dessa personer vet att de har möjlighet till dödshjälp.
En organisation som är för dödshjälp i Sverige är Rätten Till en Värdig Död (RTVD) som har funnits sedan 1974. Eftersom sjukvården under många år har utvecklats till det bättre kan man nu förskjuta människors död många år, trots att det man benämner som "livskvalitet" hela tiden försämras. RTVD förespråkar rätten att själv bestämma över sin död, och att ha möjligheten att avsluta sitt liv under tiden det ännu är på en värdig nivå.
En av de mest kända debattörerna för dödshjälp är den australiska filosofen Peter Singer. I Sverige förs debatten av bland andra Torbjörn Tännsjö.

### Mot dödshjälp
Ett värdeargument emot dödshjälp grundar sig i principerna om livets okränkbarhet vilket till viss del också har kopplingar till religiösa övertygelser. Motståndare till dödshjälp som använder sig av detta argument menar att det alltid är fel att avsiktligt avsluta någons liv, oavsett om personen i fråga önskar så. Ytterligare ett värdeargument emot handlar om att dödshjälp går emot vårdpersonalens etiska regler och uppgifter om att värna om patienters liv, och inte att avsluta det. Detta är också något som Sveriges läkarförbund framhåller som sitt främsta argument till varför det inte borde bli lagligt, eftersom läkares viktigaste uppgift är att bota, behandla och lindra sjukdomar. Likväl som att värdighetsargumentet används av förespråkare så används det också av motståndare till dödshjälp. Motståndarna menar att den mänskliga värdigheten är kopplad till den mänskliga existensen och är oberoende av såväl lidande som bristande autonomi, vilket innebär att det mänskliga livet måste värnas om för att värna om den mänskliga värdigheten. Att värna om det mänskliga livet anses då inte kompatibelt med dödshjälp.
Ett faktaargument emot dödshjälp är antagandet att om frivillig, aktiv dödshjälp legaliseras skulle även ofrivillig sådan att börja praktiseras; denna effekt kallas för det sluttande planet. Motståndare menar att kriterierna för att få dödshjälp stegvis kommer att utvidgas och en person som från början inte var berättigad till dödshjälp till sist kommer vara det. Exempelvis kan personer som upplever livet som meningslöst få tillgång till dödshjälp när det inledningsvis enbart var personer som var dödligt sjuka som var berättigade dödshjälp.
Vidare faktaargument emot dödshjälp berör osäkerheten i de bedömningar som behöver göras för att utreda huruvida patienten har rätt till dödshjälp eller inte. Det är svårt att säkerställa den medicinska bedömningen, exempelvis vad det innebär att en patient utsätts för stort lidande vilket är ett krav för dödshjälp inom Beneluxmodellen. En konsekvens av detta, menar motståndarna, blir att bedömningen kommer att färgas av läkarens egna värderingar av vad stort lidande innebär. Vidare är det svårt att säkerställa patientens beslutsförmåga när denne är dödligt sjuk och det är osäkert huruvida ett beslut om dödshjälp är rationellt genomtänkt eller är ett uttryck för depression.
Ytterligare två faktaargument emot dödshjälp rör allmänhetens tillit till vården samt handlingens oåterkallelighet.
Enligt svenska Etik- och ansvarsrådet skulle legaliseringen av dödshjälp innebära en risk att vissa patienter skulle pressas till självmord, och DHR – Förbundet för ett samhälle utan rörelsehinder har framfört att dödshjälp urholkar människovärdet.

## Länders inställning till dödshjälp

### Sverige
I Sverige är det rättsliga läget gällande dödshjälp ur vissa aspekter självklara, medan det ur andra aspekter till viss del är motsägelsefulla och diffusa. Eutanasi är olagligt och läkare som utför en sådan behandling begår en brottslig gärning, vilket kan få konsekvensen att läkaren blir dömd för dråp eller mord. Mer diffusa är lagarna för andra aspekter av åtgärder som kan utföras i livets slutskede.
Det finns ett antal lagar som stärker individens rättigheter när det gäller frågan att få eller inte få vård. I patientsäkerhetslagen framhålls patientens inflytande över genomförandet och behandlingsalternativen som läkare ska utföra. Vidare står det att den hälso- och sjukvård som läkare utför ska vara i enlighet med beprövad erfarenhet och vetenskaplig forskning. I patientlagen understryks det att patientens självbestämmande och integritet ska respekteras inom hälso- och sjukvården och att vård inte får ges till den som inte gett sitt samtycke. Patienter som avstår från behandling ska ges information om vilka konsekvenser detta kan få.
Statens medicinsk-etiska råd menar att åtgärder som syftar till att avsluta en patients liv går emot hälso- och sjukvårdslagens definition av hälso- och sjukvård vilken lyder ”åtgärder för att medicinskt förebygga, utreda och behandla sjukdomar och skador”. Eftersom läkare dessutom lyder under patiensäkerhetslagen ska all vård utgå från beprövad erfarenhet samt vetenskap, vilket inte överensstämmer med assisterat döende. Om läkare ändå skulle utföra assisterat döende riskerar denne att mista sin legitimation.

### Schweiz
I Schweiz är eutanasi olagligt och enbart assisterat döende tillåtet, men däremot finns det inga regleringar kring huruvida personen ska vara i livets slutskede eller inte.

## Dödshjälp på djur
Eutanasi används ibland också med hänseende på djur, att döda (avliva) skadade djur i barmhärtighetsskäl är allmän praktik. Det är vanligt att ägare till sällskapsdjur tar sina sjuka åldrande följeslagare till veterinären för att låta deras lidande ta slut. Även nödslakt för andra domesticerade arter och eftersök för att ta död på skadat vilt har som syfte att ta djur ur plågor.